# 上夜久野テレビ中継局
上夜久野テレビ中継局（かみやくのテレビちゅうけいきょく）は、京都府福知山市の旧天田郡夜久野町域に置かれているテレビ中継局である。

## 概要
- 当テレビ中継局は、福知山市夜久野町大油子のJR山陰本線上夜久野駅東方高地に置かれ、旧夜久野町南西部の一部へ電波を発射している。

## 送信施設概要

### デジタル放送
| リモコン キーID | 放送局名     | 物理 チャンネル | 空中線電力 | ERP   | 放送対象 地域 | 放送区域 内世帯数 |
| --------------- | ------------ | --------------- | ---------- | ----- | ------------- | ----------------- |
| 1               | NHK 京都総合 | 38              | 300mW      | 1.75W | 京都府        | 約600世帯         |
| 2               | NHK 大阪教育 | 36              | 300mW      | 1.75W | 全国          | 約600世帯         |
| 5               | KBS 京都放送 | 40              | 300mW      | 1.75W | 京都府        | 約600世帯         |

- 2010年4月27日に予備免許交付、5月7日から試験放送開始、5月26日に本免許交付、6月1日から本放送開始。

### アナログ放送
| チャンネル | 放送局名     | 空中線電力        | ERP              | 放送対象 地域 | 放送区域 内世帯数 |
| ---------- | ------------ | ----------------- | ---------------- | ------------- | ----------------- |
| 49         | NHK 大阪教育 | 映像3W/ 音声750mW | 映像18W 音声4.5W | 全国          | 約-世帯           |
| 51         | NHK 京都総合 | 映像3W/ 音声750mW | 映像18W 音声4.5W | 京都府        | 約-世帯           |
| 53         | KBS 京都放送 | 映像3W/ 音声750mW | 映像18W 音声4.5W | 京都府        | 約-世帯           |

- 2011年7月24日をもってすべて廃止された。
- 正式な中継局名は、NHK・KBS共、上夜久野テレビ中継放送所である。

## その他
- 当テレビ中継局は、デジタル・アナログ共、在阪準キー局（テレビ大阪除く）が中継局を置いていないため、福知山中継局や和田山中継局などを受信する。